# نيوكاسل أبون تاين الشمالية (دائرة انتخابية في المملكة المتحدة)
نيوكاسل أبون تاين الشمالية  (بالإنجليزية: Newcastle upon Tyne North)‏ هي إحدى الدوائر الانتخابية في المملكة المتحدة الممثلة في مجلس العموم في برلمان المملكة المتحدة.
عضو البرلمان الذي يمثلها حالياً هو :Mr Doug Henderson (Lab).